# Julie Delpy
Julie Delpy (sinh ngày 21/12/1969) là một diễn viên người Pháp, nhưng thường đóng phim của Hollywood. Cô là đạo diễn, viết, hoặc đóng trong hơn 30 bộ phim bao gồm Europa (1990), Voyager (1991), Three Colors: White (1993), Before trilogy (1995, 2004, 2013), Người sói Mỹ ở Paris (1997) và 2 ngày ở Paris (2007). Cô đã được đề cử cho ba giải thưởng Giải César, hai Giải thưởng của Hiệp hội phê bình phim trực tuyến, và hai giải Giải Oscar cho kịch bản chuyển thể xuất sắc nhất. Sau khi chuyển đến Hoa Kỳ vào năm 1990, cô có quốc tịch Mỹ vào năm 2001.

## Đầu đời
Julie Delpy sinh ra ở Paris, là con duy nhất của Albert Delpy và Marie Pillet. Cả hai người đều hoạt động ở lĩnh vực diễn xuất và sân khấu. Ngay từ khi còn nhỏ, Julie đã được bố mẹ cho tiếp xúc với nghệ thuật. Về sau cô đã chia sẻ với báo giới:
Họ là bậc sinh thành tuyệt vời nhất mà tôi có thể tưởng tượng tới. Hai người đã nuôi dưỡng tôi bằng tình yêu nghệ thuật, đưa tôi đến các viện bảo tàng và cho tôi chiêm ngưỡng tất cả những thứ mà hầu hết mọi đứa trẻ ở độ tuổi đó chưa từng trông thấy. Tôi đã xem phim của Ingmar Bergman khi vừa lên 9, khiến tôi phát cuồng vì quá thích. Rồi cha mẹ lại đưa tôi đến xem những tác phẩm của Francis Bacon, và bức tranh mà tôi yêu thích nhất: vừa tăm tối cực kỳ, lại vừa khiến tôi mê mẩn.

## Sự nghiệp điện ảnh
Năm 1984, ở tuổi mười bốn, tài năng của Delpy sớm bộc lộ, cô còn được đạo diễn Jean-Luc Godard chọn để đóng trong phim Détective (1985). Hai năm sau, Delpy đóng vai chính trong trong phim của Bertrand Tavernier - La Passion Béatrice (1987). Với diễn xuất của mình trong phim, Delpy được đề cử giải César cho Nữ diễn viên triển vọng nhất. Cô dùng số tiền kiếm được để chi trả cho chuyến đi đầu tiên đến thành phố New York.
Từ sau khi tham gia bộ phim Europa Europa (1990) của đạo diễn Agnieszka Holland, Julie vươn lên vị trí ngôi sao quốc tế. Trong phim, cô vào vai một người ủng hộ Đức quốc xã trẻ tuổi, đem lòng yêu say đắm anh hùng Solomon Perel mà không hay biết rằng anh ta là người Do Thái. Vì không nói được tiếng Đức nên Julie đã diễn vai của mình bằng tiếng Anh rồi sau đó được người khác lồng tiếng.
Sau thành công của Europa Europa, Delpy xuất hiện trong một số bộ phim Hollywood và phim châu Âu, bao gồm Voyager (1991) và The Three Musketeers (1993). Cô tiếp tục tham gia một số phim khác.
Nhờ vai nữ chính trong series phim Before Sunrise của đạo diễn Richard Linklater năm 1995, tài năng của Julie đuọc công nhận rộng rãi, ngoài ra phần lớn lời thoại của mình trong phim hầu hết đều do cô tự tay sáng tác. Bộ phim nhận được nhiều đánh giá tích cực và được coi là một trong những tác phẩm điện ảnh quan trọng nhất của phong trào phim độc lập những năm 90. Thành công của Before Sunrise đã giúp Julie được chọn vào vai nữ chính trong bộ phim Mỹ An American Werewolf in Paris.
Julie tiếp tục đóng các phần tiếp theo của Before Sunrise. Ngoài việc thủ vai nữ chính, Julie còn tham gia vào công đoạn viết kịch bản cho phim, nhờ đó cô thắng giải Academy cho Phim chuyển thể hay nhất.
Cuối năm 2001, Julie đóng cặp cùng diễn viên hài Martin Short trong bộ phim ngắn 30 phút CinéMagique, phim được trình chiếu nhiều lần mỗi ngày tại Công viên Walt Disney ở Disneyland Paris. CinéMagique đã giành được giải thưởng của Hiệp hội giải trí năm 2002.
Năm 2009, Julie đóng vai Elizabeth Báthory trong The Countess, cũng là bộ phim thứ ba của cô với tư cách là đạo diễn. Phim còn có sự tham gia của Daniel Brühl và William Hurt.

## Đời tư
Năm 1990, Delpy di cư sang New York và lại chuyển đến Los Angeles vài năm sau đó. Cô nhập quốc tịch Hoa Kỳ từ năm 2001, đồng thời vẫn giữ quốc tịch Pháp của mình. Hiện cô dành thời gian sống luân phiên ở Paris và Los Angeles. Từ năm 2007 đến năm 2012, cô có quan hệ tình cảm với nhà soạn nhạc người Đức Marc Streitenfeld. Con trai của hai người là Leo Streitenfeld ra đời vào tháng 1 năm 2009. Trong một cuộc phỏng vấn của BBC Radio 4 phát sóng vào ngày 29 tháng 3 năm 2018, Delpy có nhắc đến chồng mình.

## Danh mục phim
| Năm  | Tên phim                          | Vai diễn                     | Ghi chú                                                 |
| ---- | --------------------------------- | ---------------------------- | ------------------------------------------------------- |
| 1978 | Guerres civiles en France         |                              | Credited as Julie Pillet Segment "La semaine sanglante" |
| 1982 | Niveau moins trois                |                              | Phim ngắn                                               |
| 1985 | Classique                         |                              | Phim ngắn                                               |
| 1985 | Détective                         | Wise young girl              |                                                         |
| 1985 | L'amour ou presque                | Melie                        |                                                         |
| 1986 | Mauvais Sang                      | Lise                         | Tiếng Anh: Bad Blood                                    |
| 1987 | Beatrice                          | Beatrice de Cortemart        | Tiếng Pháp: La Passion Béatrice                         |
| 1987 | King Lear                         | Virginia (uncredited)        |                                                         |
| 1988 | L'autre nuit                      | Marie                        |                                                         |
| 1989 | La noche oscura                   | Virgin Mary                  | Tiếng Anh: The Dark Night                               |
| 1989 | Trouble                           |                              | Phim ngắn                                               |
| 1990 | Europa Europa                     | Leni                         |                                                         |
| 1991 | Les dents de ma mère              | Julie                        | Phim ngắn                                               |
| 1991 | Voyager                           | Sabeth                       |                                                         |
| 1992 | Warszawa: Année 5703              | Fryda                        |                                                         |
| 1993 | The Three Musketeers              | Constance                    |                                                         |
| 1993 | Younger and Younger               | Melodie                      |                                                         |
| 1993 | Killing Zoe                       | Zoe                          |                                                         |
| 1993 | Three Colors: Blue                | Dominique (cameo appearance) |                                                         |
| 1994 | Three Colors: White               | Dominique                    |                                                         |
| 1994 | Three Colors: Red                 | Dominique (cameo appearance) |                                                         |
| 1995 | Blah Blah Blah                    | Phim ngắn                    | Also as writer, director, and producer                  |
| 1995 | Before Sunrise                    | Celine                       |                                                         |
| 1996 | Tykho Moon                        | Lena                         |                                                         |
| 1997 | Les mille merveilles de l'univers | Eva Purpur                   | Tiếng Anh: The Thousand Wonders of the Universe         |
| 1997 | An American Werewolf in Paris     | Serafine Pigot               |                                                         |
| 1997 | Alleys and Motorways              |                              | Video                                                   |
| 1998 | The Treat                         | Francesca                    |                                                         |
| 1998 | L.A. Without a Map                | Julie                        |                                                         |
| 1998 | Crime and Punishment              | Sonia                        | Phim truyền hình                                        |
| 1999 | True Love                         |                              | Phim truyền hình                                        |
| 1999 | The Passion of Ayn Rand           | Barbara Branden              | Phim truyền hình                                        |
| 1999 | But I'm a Cheerleader             | Lipstick Lesbian             |                                                         |
| 2000 | Sand                              | Lill                         |                                                         |
| 2001 | Investigating Sex                 | Chloe                        | Also known as Intimate Affairs                          |
| 2001 | MacArthur Park                    | Wendy                        |                                                         |
| 2001 | Waking Life                       | Celine                       |                                                         |
| 2001 | Beginner's Luck                   | Anya                         |                                                         |
| 2001 | ER                                | Nicole                       | Chương trình truyền hình, 7 Tậps                        |
| 2002 | Villa des roses                   | Louise Creteur               |                                                         |
| 2002 | Looking for Jimmy                 | Al                           | Also as writer, director, and producer                  |
| 2002 | CinéMagique                       | Marguerite                   |                                                         |
| 2003 | Notting Hill Anxiety Festival     | Charlotte                    |                                                         |
| 2004 | Before Sunset                     | Celine                       | Also as writer                                          |
| 2004 | Frankenstein                      | Caroline Frankenstein        | Miniseries                                              |
| 2005 | Broken Flowers                    | Sherry                       |                                                         |
| 2006 | The Legend of Lucy Keyes          | Jeanne Cooley                |                                                         |
| 2006 | The Hoax                          | Nina Van Pallandt            |                                                         |
| 2006 | Guilty Hearts                     | Charlotte                    |                                                         |
| 2007 | The Air I Breathe                 | Gina                         |                                                         |
| 2007 | 2 Days in Paris                   | Marion                       | Also as writer, director, and producer                  |
| 2009 | The Countess                      | Erzsébet Báthory             | Also as writer, director, and producer                  |
| 2011 | Le Skylab                         | Anna                         | Also as writer                                          |
| 2012 | Les passages                      | Anna                         | Hậu kỳ                                                  |
| 2012 | 2 Days in New York                | Marion                       | Also as writer, director, and producer                  |
| 2013 | Before Midnight                   | Celine                       | Also as writer                                          |

## Giải thưởng và đề cử
| Năm  | Lễ trao giải                         | Hạng mục                          | Tên phim            | Nhân vật | Kết quả   |
| ---- | ------------------------------------ | --------------------------------- | ------------------- | -------- | --------- |
| 1987 | Giải César                           | Nữ diễn viên triển vọng nhất      | Mauvais sang        |          | Đề cử     |
| 1998 | Giải César                           | Nữ diễn viên triển vọng nhất      | La Passion Béatrice |          | Đề cử     |
| 1991 | Giải thưởng Điện ảnh châu Âu         | Nữ diễn viên chính xuất sắc nhất  | The Voyager         |          | Đề cử     |
| 1995 | Giải Điện ảnh và Truyền hình của MTV | Nụ hôn đẹp nhất                   | Trước lúc bình minh |          | Đề cử     |
| 2004 | Hiệp hội phê bình phim San Francisco | Nữ diễn viên chính xuất sắc nhất  | Trước lúc hoàng hôn |          | Đoạt giải |
| 2005 | Giải Oscar                           | Kịch bản chuyển thể xuất sắc nhất | Trước lúc hoàng hôn |          | Đề cử     |
| 2005 | Giải thưởng Hiệp hội biên kịch Mỹ    | Kịch bản chuyển thể xuất sắc nhất | Trước lúc hoàng hôn |          | Đề cử     |
| 2005 | Giải Empire                          | Nữ diễn viên chính xuất sắc       | Trước lúc hoàng hôn |          | Đoạt giải |
| 2005 | Giải Tinh thần độc lập               | Kịch bản hay nhất                 | Trước lúc hoàng hôn |          | Đề cử     |
| 2005 | Hiệp hội phê bình phim trực tuyến    | Nữ diễn viên chính xuất sắc nhất  | Trước lúc hoàng hôn |          | Đề cử     |
| 2005 | Hiệp hội phê bình phim trực tuyến    | Kịch bản chuyển thể xuất sắc nhất | Trước lúc hoàng hôn |          | Đề cử     |
| 2007 | Mons International Film Festival     | Love Films Award                  | Hai ngày ở Paris    |          | Đề cử     |
| 2008 | Giải César                           | Kịch bản gốc xuất sắc nhất        | Hai ngày ở Paris    |          | Đề cử     |